# Leptogenys guianensis
Leptogenys guianensis är en myrart som beskrevs av Wheeler 1923. Leptogenys guianensis ingår i släktet Leptogenys och familjen myror. Inga underarter finns listade i Catalogue of Life.

## Bildgalleri

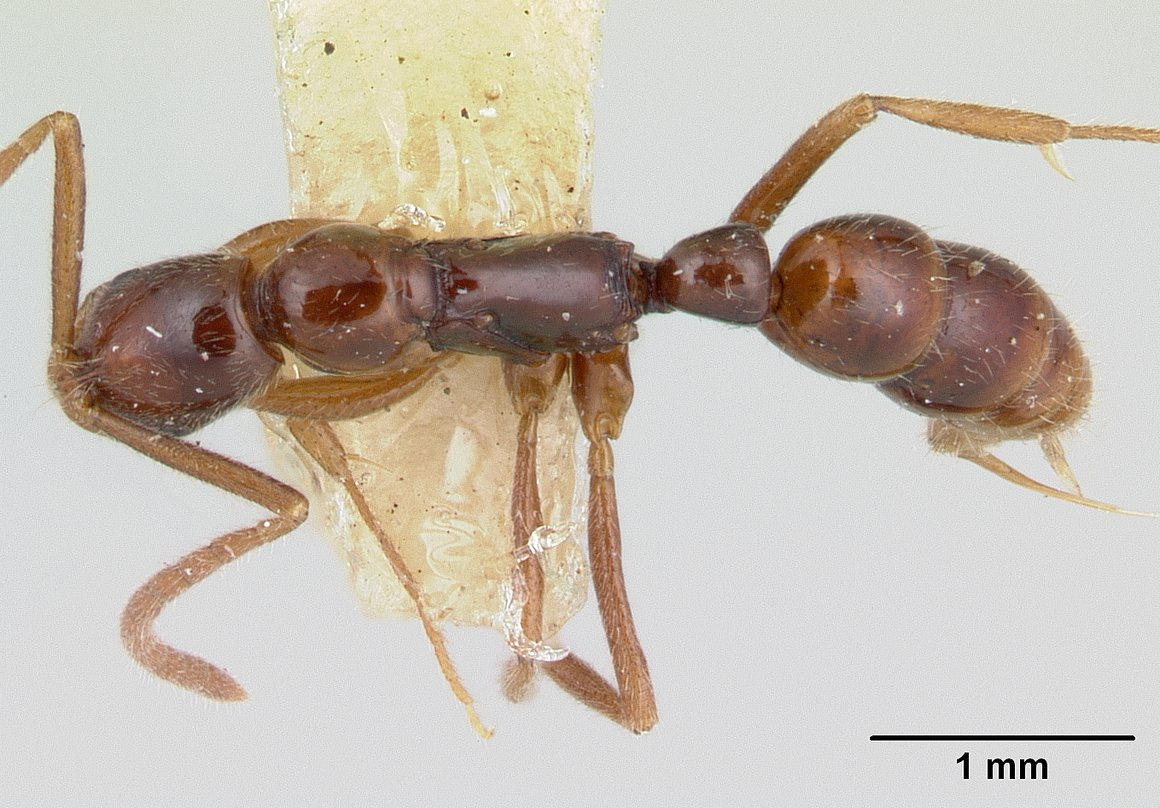
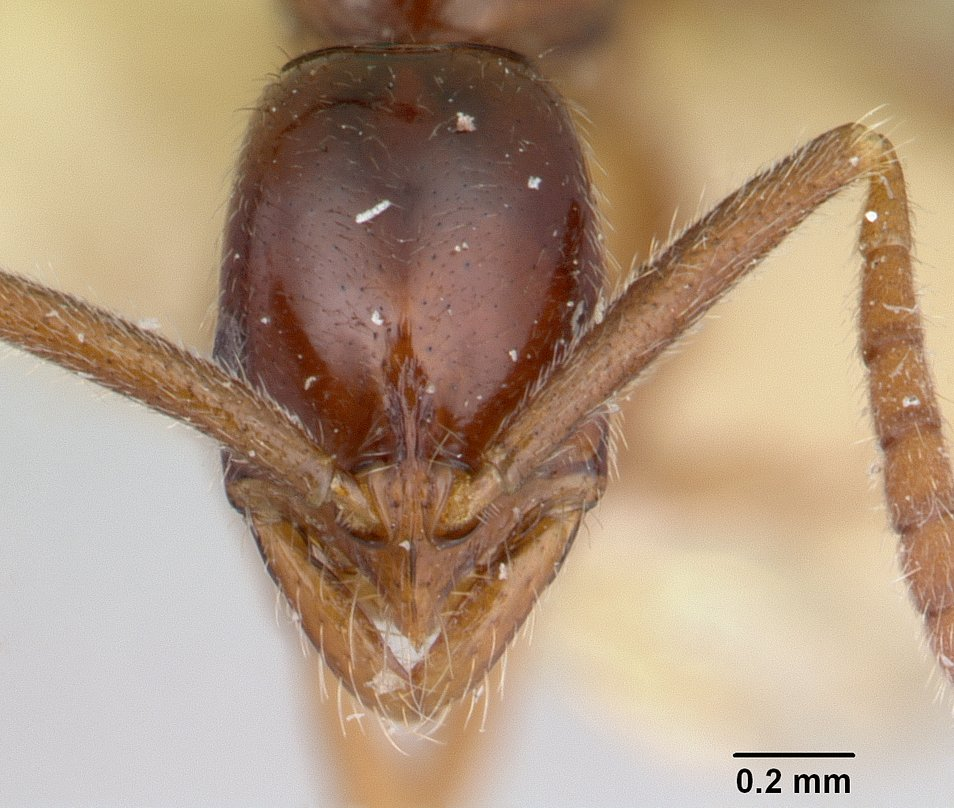
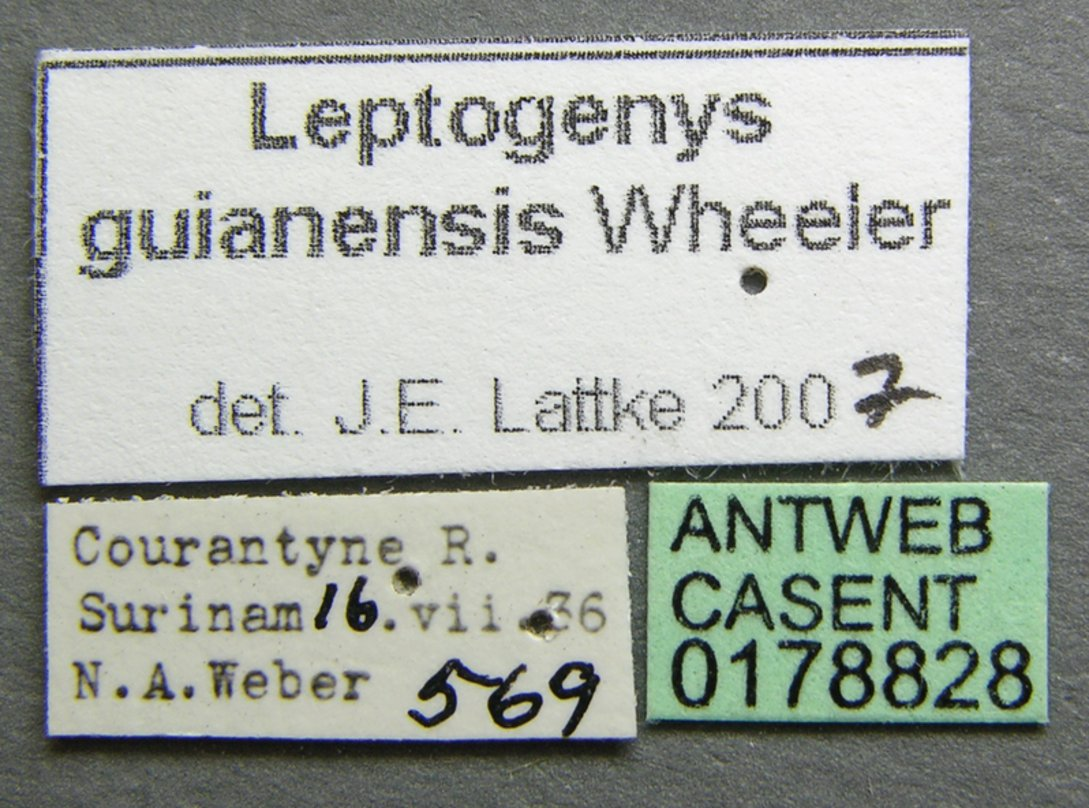
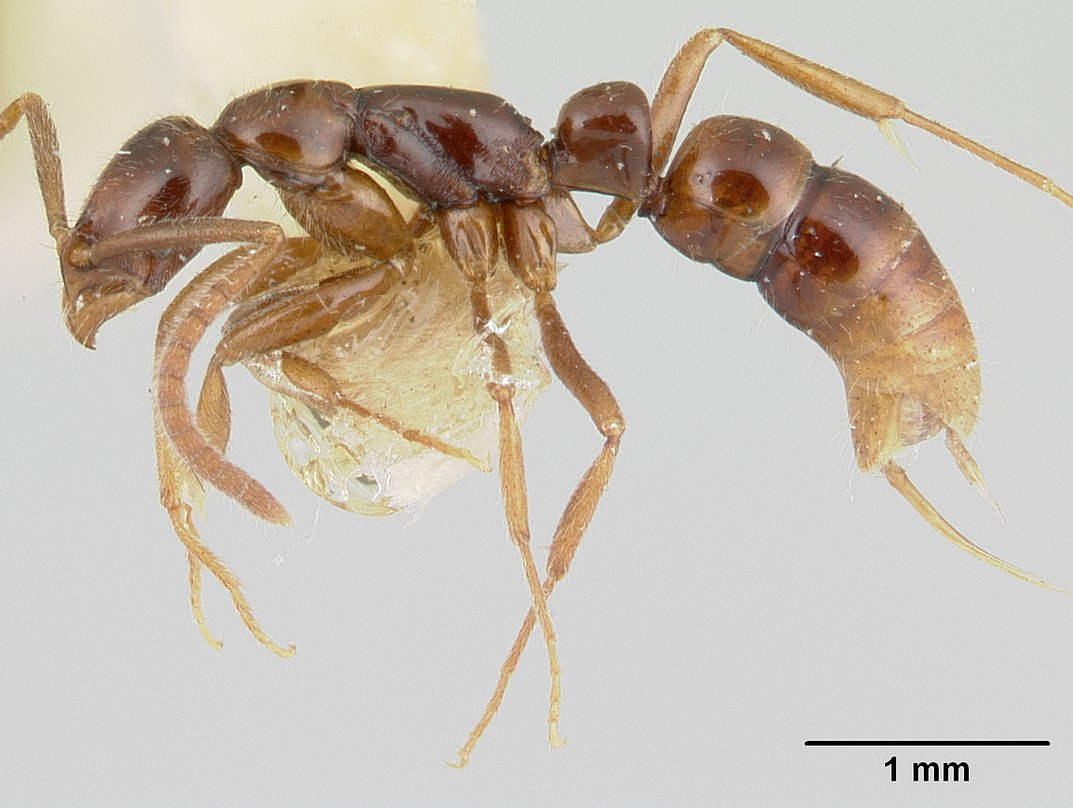